# سیارک ۱۳۰۸
سیارک ۱۳۰۸ (به انگلیسی: 1308 Halleria، نامگذاری:1931EB) هزار و سیصد و هشتمین سیارک کشف شده‌است که در ۱۲ مارس ۱۹۳۱ و در هایدلبرگ کشف شد.
قدر مطلق سیارک برابر ۱۰٫۸۰ است.